# Комбінована атака на Київ (31 липня 2025)
Масований ракетний обстріл України 31 липня 2025 року — один із найінтенсивніших ударів російських військ по цивільній інфраструктурі України у другій половині 2025 року.

## Обстріли
Близько 5:00 ранку Росія здійснила масований ракетний обстріл території України. Ударів зазнали Костянтинівка, Кривий Ріг, Суми, Харків, Чернігів, Дніпро, Запоріжжя та інші міста.
Особливу складність становили ракети, які летіли низько по рельєфу, що ускладнювало їх виявлення та перехоплення засобами протиповітряної оборони.

## Жертви
- У Костянтинівці ракета влучила в гіпермаркет, загинуло щонайменше 12 осіб, понад 30 поранено.[3]
- У Кривому Розі пошкоджено житлові будинки, поранено 7 осіб.[4]
- У Сумах ракета влучила в зерновий термінал, знищено понад 2000 тонн продукції.[5]
- Харків зазнав обстрілів касетними боєприпасами, є загиблі серед цивільних.[6]
- У Чернігові пошкоджено школу та лікарню.[7]
- У Києві загинуло 32 особи (серед них пʼятеро дітей), поранено 159 осіб, серед яких 16 дітей. Пошкоджено понад 309 житлових будівель і 52 квартири в Голосіївському, Святошинському, Солом'янському та Шевченківському районах; зокрема квартиру журналістки Наталії Мазіної у Святошинському районі відімкнено від мережі.[8][9][10]

## Робота ППО
ЗСУ повідомили про збиття понад 20 ракет різного типу, зокрема «Калібр», Х-101 та «Іскандер». Проте частина ракет, які летіли на наднизькій висоті, змогли оминути радіолокаційне виявлення.

## Реакція
- Президент України назвав атаку черговим воєнним злочином Росії.[12]
- За ініціативою постійного представника України при ООН Андрія Сибіги скликано екстрене засідання Ради Безпеки ООН.[1]
- МЗС України звернулося до міжнародних партнерів із закликом посилити постачання систем ППО.[13]
- Європейський Союз та США засудили обстріли та пообіцяли додаткову допомогу.[14]